# 2061: Odyseja kosmiczna
2061: Odyseja kosmiczna (tyt. oryg. 2061: Odyssey Three) – powieść fantastycznonaukowa autorstwa Arthura C. Clarke′a opublikowana w 1987, trzecia część cyklu Odyseja kosmiczna. 

## Fabuła
Akcja powieści rozpoczyna się w szpitalu, gdzie doktor Floyd (znany z poprzednich części jako: w 2001 główny realizator misji na Jowisza/Saturna i w 2010 jako uczestnik wyprawy „Leonowa”) szykuje się do lotu na kometę Halleya. Ów stuletni astronauta (po misji w 2010 większość czasu spędził w kosmosie, gdzie człowiek się mniej starzeje) wraz z kilkoma innymi, niegdyś znanymi osobami jest na pokładzie „Wszechświata” milionera Tsunga. Jego bliźniaczy statek „Galaktyka” awaryjnie ląduje na zakazanej Europie. „Wszechświat” tankuje paliwo (wodę) na Halleyu, zmienia zamierzenia i misja na Europę zostaje skrócona do 14 dni. Podczas tych dni dowiadujemy się historii rozbitków i ich odkryć.